# Anna-Hospital (Schwerin)

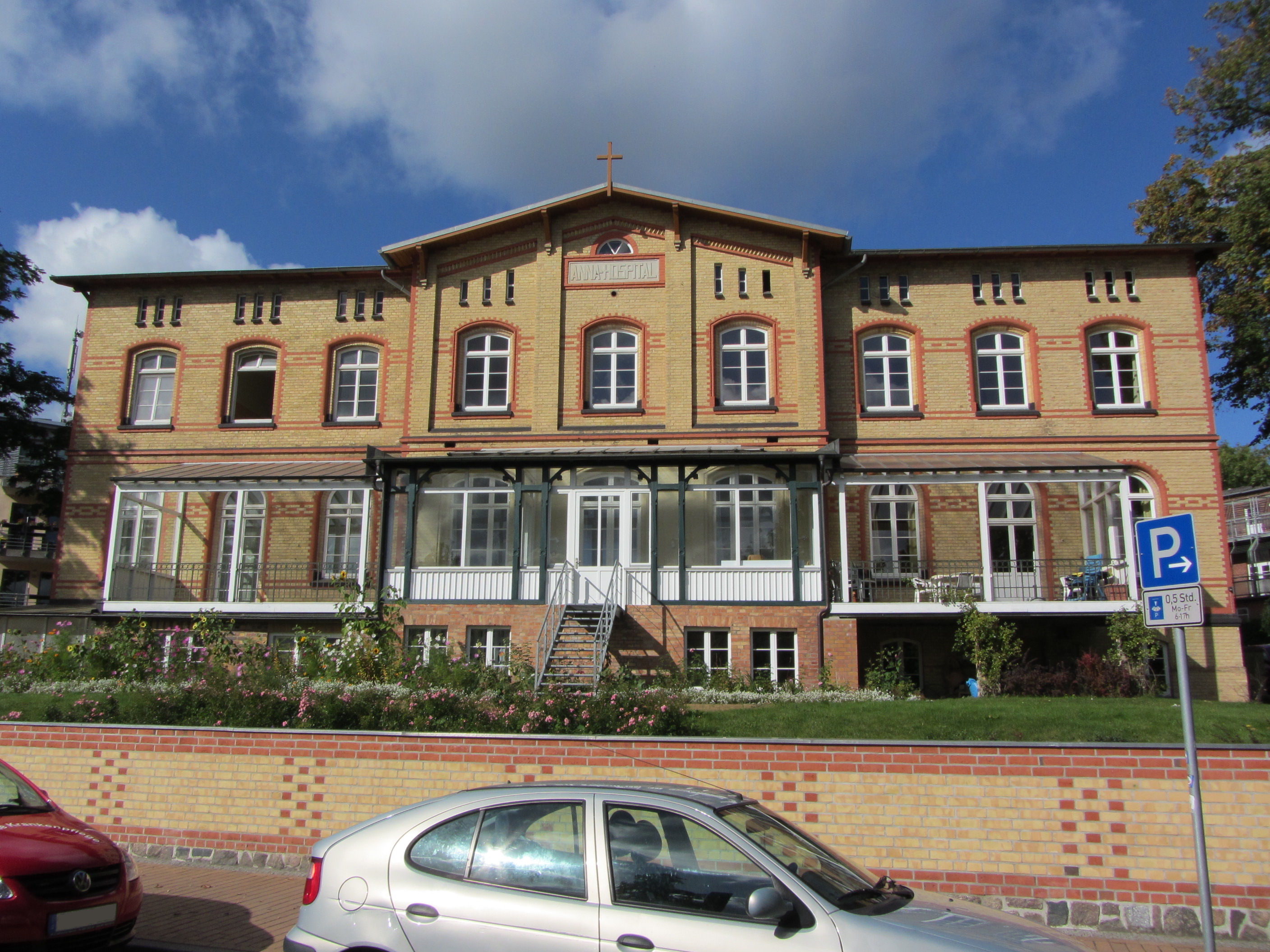
Anna-Hospital (2012)

Das Anna-Hospital ist ein denkmalgeschütztes Gebäude im Schweriner Stadtteil Feldstadt. Es beherbergte das erste Kinderkrankenhaus in Mecklenburg und wird heute überwiegend als Gemeindezentrum der Schweriner Schlosskirchengemeinde genutzt.

## Geschichte
Ida Masius, die Vorsteherin des Schweriner Frauenvereins für Krankenpflege sowie 1855 Gründerin und seit 1862 Erste Vorsteherin des Schweriner Augustenstifts, gründete 1866 mit ausschließlich von ihr selbst gesammelten Spenden eine Hospitalstiftung mit dem Zweck, „armen kranken Kindern, welche heilende Pflege weder in ihren Familien, noch in communalen Krankenhäusern finden können, solche zu gewähren“. Die Pflege wurde Diakonissen aus dem Stift Bethlehem in Ludwigslust übertragen. 1870 erfolgte die landesherrliche Anerkennung als Körperschaft und juristische Person (pium corpus). Es war das erste Krankenhaus speziell für Kinder in Mecklenburg.
Das erste Gebäude befand sich in der Waisenstraße 38 (heute Bornhövedstraße; Abriss nach 1945). 1882 ermöglichte eine Spende des Großherzogs den vom Geheimen Oberbaurat Georg Daniel geplanten Neubau in der Bleicherstraße, der 1902 erweitert wurde (heutige Anschrift: Platz der Jugend 25). Der zweigeschossige Bau mit einem Mittelrisalit hat eine gelbe Klinkerfassade mit roten Klinkerbändern. Der Bau konnte am 1. Juli 1883 bezogen werden. Der Großherzog hatte die Spende zusammen mit seiner dritten Frau im Gedenken an seine am 8. Februar 1882 im Alter von 16 Jahren verstorbene Tochter Anna aus seiner zweiten Ehe mit der 1865 21-jährig am Kindbettfieber verstorbenen Großherzogin Anna von Hessen und bei Rhein (1843–1865) gemacht; daher trug das Hospital fortan den Namen Anna-Hospital.
Prägender Chefarzt der Gründungsphase war Carl von Mettenheimer. Das Anna-Hospital war bis 1916 das einzige Kinderkrankenhaus im Großherzogtum Mecklenburg-Schwerin. 1896 begann man hier mit Serumtherapie gegen Diphtherie. 1899 erhielt das Hospital seinen ersten Röntgenapparat. 1928/29 und 1983/86 folgten Erweiterungsbauten. Bis zum 30. Juni 1994 wurden die Gebäude als Krankenhaus genutzt.

## Heutige Nutzung
2003 erwarb die Schloßkirchengemeinde Schwerin das Hauptgebäude und baute es bis 2010 zum Gemeindezentrum aus. Hier befinden sich heute Gemeinderäume mit Küche, ein Gemeindesaal, der Kinder- und Jugendkeller, das Gemeindebüro und ein Schattenspieltheater. Außerdem wird das Haus genutzt durch eine Einsatzstelle der Diakonie-Sozialstation Dom/Schloss, eine Seniorenbegegnungsstätte, der Kinderbetreuung Rappelkiste sowie durch den Hospizverein Schwerin.
In weiteren Gebäuden befindet sich die Montessori-Schule, Evangelische Integrative Schule Schwerin als Grundschule mit Orientierungsstufe. Die staatlich genehmigte Ersatzschule wird seit 1999 vom Diakoniewerk Neues Ufer getragen.

## Stiftung
Die Anna-Hospital-Stiftung in Schwerin besteht als rechtsfähige kirchliche Stiftung privaten Rechts nach wie vor und erhielt 2003 nach dem Verkauf der Liegenschaft eine neue Satzung, die mit einer Änderung vom 18. Januar 2005 bis heute gültig ist.  Heutiger Zweck der Stiftung ist, sozial benachteiligte und individuell beeinträchtigte Kinder, Jugendliche und junge Volljährige im Sinne der §§ 53, 54 der jeweils geltenden Abgabenordnung zu unterstützen und zu fördern, insbesondere im Bereich der Schweriner Kirchgemeinden.  Das Stiftungsvermögen beträgt 100.000 Euro.